# Paul Amann
Paul Amann (geboren als Paul Amschelberg 6. März 1884 in Prag, Österreich-Ungarn; gestorben 24. Februar 1958 im Fairfield County, Connecticut) war ein österreichischer Schriftsteller und Übersetzer.

## Leben
Paul Amschelberg wuchs in Prag und Saaz (Žatec) auf, studierte zwischen 1903 und 1907 Germanistik und Romanistik in Wien und Prag. Er wurde 1907 zum Dr. phil. mit einer Dissertation über seinen Verwandten und Schriftsteller Leopold Kompert promoviert und nannte sich nun Amann. 
1909 trat er in den mährischen Schuldienst ein und wirkte als Gymnasialprofessor für Deutsch und Französisch in Jägerndorf (Krnov) und Proßnitz (Prostějov). Ab 1911 unterrichtete er als Realschulprofessor bis 1922 an einer Realschule in Wien 2 und danach bis 1938 an der Goethe-Realschule in der Astgasse. 
Ab 1910 publizierte er theoretische Arbeiten biographischer Natur über den deutschen und französischen Nationalcharakter sowie über jüdische Befindlichkeit und Assimilationsfragen. Amann gehörte zu jenen wenigen deutschsprachigen Intellektuellen, welche die Kriegsbegeisterung bei Ausbruch des Ersten Weltkrieges nicht teilten, obwohl er als Offizier der k.u.k. Armee an mehreren Fronten diente.
Ab 1919 übersetzte Amann Werke aus dem Französischen, darunter mehrere von Romain Rolland. Seine auf Französisch verfasste Goethe-Biographie fand großen Zuspruch in Frankreich. 1934 veröffentlichte Amann sein eigenes Hauptwerk Tradition und Weltkrise, das im Jahr darauf von den Nationalsozialisten in Deutschland verboten wurde. 1937 wurde er in Paris für seine Verdienste um die französische Literatur zum „Officier de l’Académie Française“ ernannt.
Nach dem Anschluss Österreichs 1938 wurde Amann aufgrund seiner jüdischen Abstammung zwangspensioniert. 1939 gelang ihm und seiner Familie (u. a. mit seinem Sohn Peter H. Amann) die Ausreise nach Frankreich. 1941 schließlich floh Amann in die USA, wo er nach finanziellen Schwierigkeiten in der Anfangsphase ab 1945 eine Professur am Mohawk College (Utica (New York)) erhielt. 1948 wechselte er an das Champlain College (Plattsburgh, N.Y.). Nach dem Krieg blieb er in den USA und konnte weder im dortigen noch im deutschsprachigen Literaturbetrieb Fuß fassen. Paul Amann starb 1958 nach einem Herzanfall, finanziell abgesichert durch eine erst 1955 zugesprochene österreichische Pension.
Ab 1915 unterhielt Amann einen intensiven Briefwechsel mit Thomas Mann, der – mit Unterbrechungen – vier Jahrzehnte andauerte. Die Veröffentlichung von Manns Betrachtungen eines Unpolitischen hatte 1918 den vorübergehenden Bruch mit Mann zur Folge. Amann bezichtigte Mann des Plagiats, weil dieser – ohne Amann zu nennen – Passagen und Gedanken aus einem unveröffentlichten Manuskript Amanns in die Betrachtungen übernommen hatte. Die 1959 publizierten Briefe Manns an Amann gelten als aufschlussreiche Quelle für die Entstehung der Betrachtungen eines Unpolitischen.

## Schriften (Auswahl)
- (Hrsg.) Napoléon: Documents / Discours / Lettres. Insel Verlag, Leipzig 1921 (Reihe „Bibliotheca Mundi“)
- Goethe 1932
- Tradition und Weltkrise 1934
- Kristall meiner Zeit 1956
- A biography of Mr. Paul Amann, his wife Dora and his children Peter Henry and Eva Maria Amann (engl.), in: Institut für Geschichte der österr. Juden, Archiv, siehe
- Into the meat grinder (Erinnerungen), in Engl., Franz. und deutsch, ebenda
- Survies d'un juif européen: correspondance de Paul Amann avec Romain Rolland et Jean-Richard Bloch / éd. établie, présentée et annotée par Claudine Delphis. Leipziger Universitäts-Verlag, Leipzig 2009